# Platymantis pygmaeus
Platymantis pygmaea es una especie  de anfibios de la familia Ranidae.

## Distribución geográfica
Se encuentra en las Filipinas. 

## Estado de conservación
Se encuentra amenazada de extinción por la pérdida de su hábitat natural.